# Bo-Kaap
De Bo-Kaap is een rijk gekleurd deel van Kaapstad in Zuid-Afrika dat voorheen bekendstond als de Maleise buurt en in het verleden ook Waalendorp werd genoemd. De buurt ligt aan de voet van de Seinheuwel boven de middenstad en is het historische centrum van de Kaap-Maleise cultuur in Kaapstad. Er wonen ongeveer 6000 mensen van wie ongeveer 90% moslim is.

## Geschiedenis
De inwoners van de Bo-Kaap zijn meestal afstammelingen van slaven die door Nederlanders en Britten in de 17e en 18e eeuw werden ingevoerd. Ze waren afkomstig uit andere delen van Afrika, delen van Indonesië zoals Java en elders in Azië, vooral uit toenmalige Nederlandse kolonies. Hoewel zij als Kaapse Maleisiërs bekendstonden, is de term strikt genomen niet correct, aangezien slechts een klein percentage uit Maleisië en de Maleise archipel afkomstig was. Daarnaast hebben zich voormalige slaven na de afschaffing van de slavernij in de Bo-Kaap gevestigd.

## Islam
De Bo-Kaap heeft 10 moskeeën, waarvan de Auwal-moskee op de hoek van de Dorp Straat en de Buitengracht Straat volgens overlevering de eerste en ook de oudste moskee in Zuid-Afrika is. Abdullah Kadi Abdus Salaam, ook bekend als Tuan Guru, was de eerste imam van de moskee. Hij woonde in de Wale Straat waar zich nu het Bo-Kaap Museum bevindt.
De Auwal-moskee is in 1798 tijdens de eerste Britse bezetting van de Kaap gevestigd en was tussen 1804 en 1850 de hoogste godsdienstige instelling. De Auwal-moskee was een sjafitische moskee en is opgericht volgens de doctrines van moslims van Indonesische oorsprong. Het verhaal van de ex-slavin Saartjie van die Kaap, en haar bijdrage tot de ontwikkeling en vooral instandhouding van deze moskee, spreekt tot de verbeelding.
| \| Moskee \| Datum \| Adres \| \| ------------------------- \| ----- \| ----------------------------- \| \| Auwal-moskee \| 1794 \| Dorpstraat 34 \| \| Palm Tree-moskee \| 1820 \| Langstraat 185 \| \| Nurul Islam-moskee \| 1844 \| Buitengrachtstraat 134 \| \| Jamia-moskee \| 1850 \| Onder-Chiappinistraat \| \| Moskee Shafee \| 1859 \| Bo-Chiapinnistraat \| \| Hanafee-moskee \| 1881 \| Hoek Langstraat en Dorpstraat \| \| Masjied Boorhaanol-moskee \| 1884 \| Langmarkstraat \| \| Quawatul Islam-moskee \| 1892 \| Loopstraat \| \| Nurul Mohamadia-moskee \| 1899 \| Vosstraat \| \| Nurul Huda-moskee \| 1958 \| Leeuwenstraat \| |       |                               |
| Moskee | Datum | Adres                         |
| Auwal-moskee | 1794  | Dorpstraat 34                 |
| Palm Tree-moskee | 1820  | Langstraat 185                |
| Nurul Islam-moskee | 1844  | Buitengrachtstraat 134        |
| Jamia-moskee | 1850  | Onder-Chiappinistraat         |
| Moskee Shafee | 1859  | Bo-Chiapinnistraat            |
| Hanafee-moskee | 1881  | Hoek Langstraat en Dorpstraat |
| Masjied Boorhaanol-moskee | 1884  | Langmarkstraat                |
| Quawatul Islam-moskee | 1892  | Loopstraat                    |
| Nurul Mohamadia-moskee | 1899  | Vosstraat                     |
| Nurul Huda-moskee | 1958  | Leeuwenstraat                 |

## Architectuur

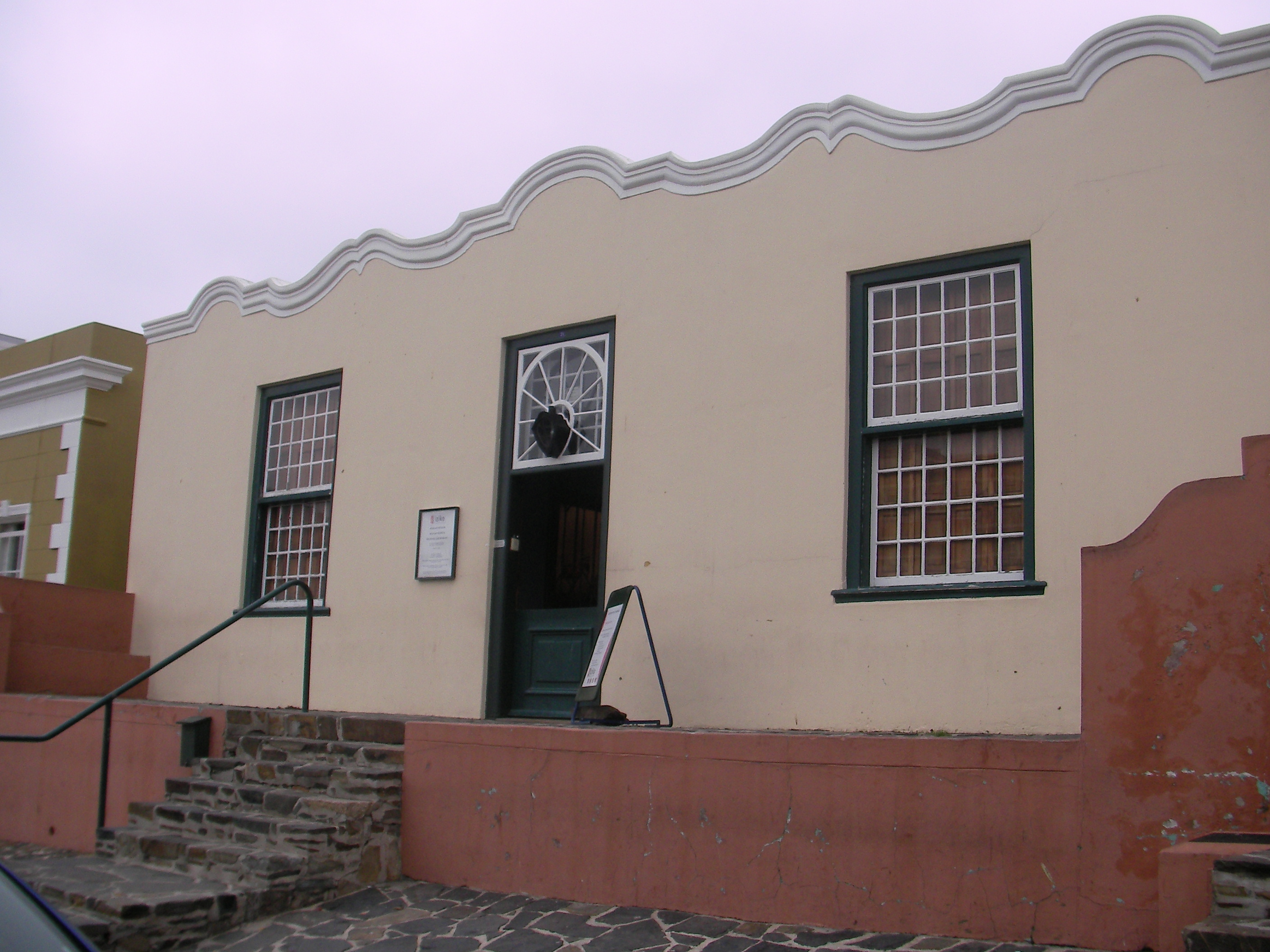
Ingang van het Bo-Kaap Museum

Het karakter van de Bo-Kaap ontstond tussen 1790 en 1840. De huizen hebben kenmerken van Britse en Nederlandse architectuur. De oudste huizen worden aangetroffen in het onderste deel van de Bo-Kaap tussen Dorpstraat en het strandgebied. De huizen zijn meestal rijtjeshuizen, maar er zijn ook vrijstaande huizen. Het zijn vooral de voorgevels van de huizen die samen met platte daken, stoepen en heldere kleuren de voorstad zijn unieke karakter geven. Huizen zijn meestal ongeveer 6 meter breed. Sommige huizen hebben een L-vorm met een kleine tuin aan de achterkant. Vensters en vensterramen zijn meestal uit hout, djati- of naaldhout, in Kaaps-Hollandse, georgiaanse of victoriaanse stijl.